# Mercedes-Benz GL-klass
Mercedes-Benz GL-Klass (från 2015 benämnd GLS-klass) är en serie stora SUV:er, tillverkade av den tyska biltillverkaren Mercedes-Benz sedan 2006.
Tekniken baseras på Mercedes-Benz M-klass. 

## X164 (2006-2012)
Se vidare under huvudartikeln Mercedes-Benz X164.

## X166 (2012-2019)
Se vidare under huvudartikeln Mercedes-Benz X166.

## X167 (2019- )
Se vidare under huvudartikeln Mercedes-Benz X167.

## Bilder

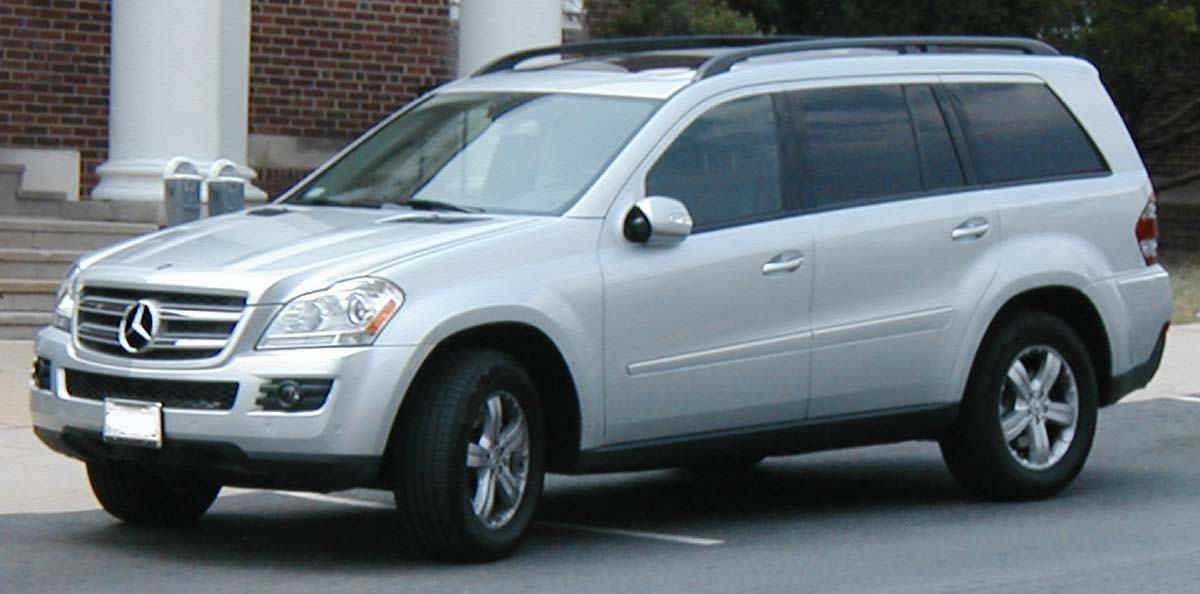
Mercedes-Benz X164.
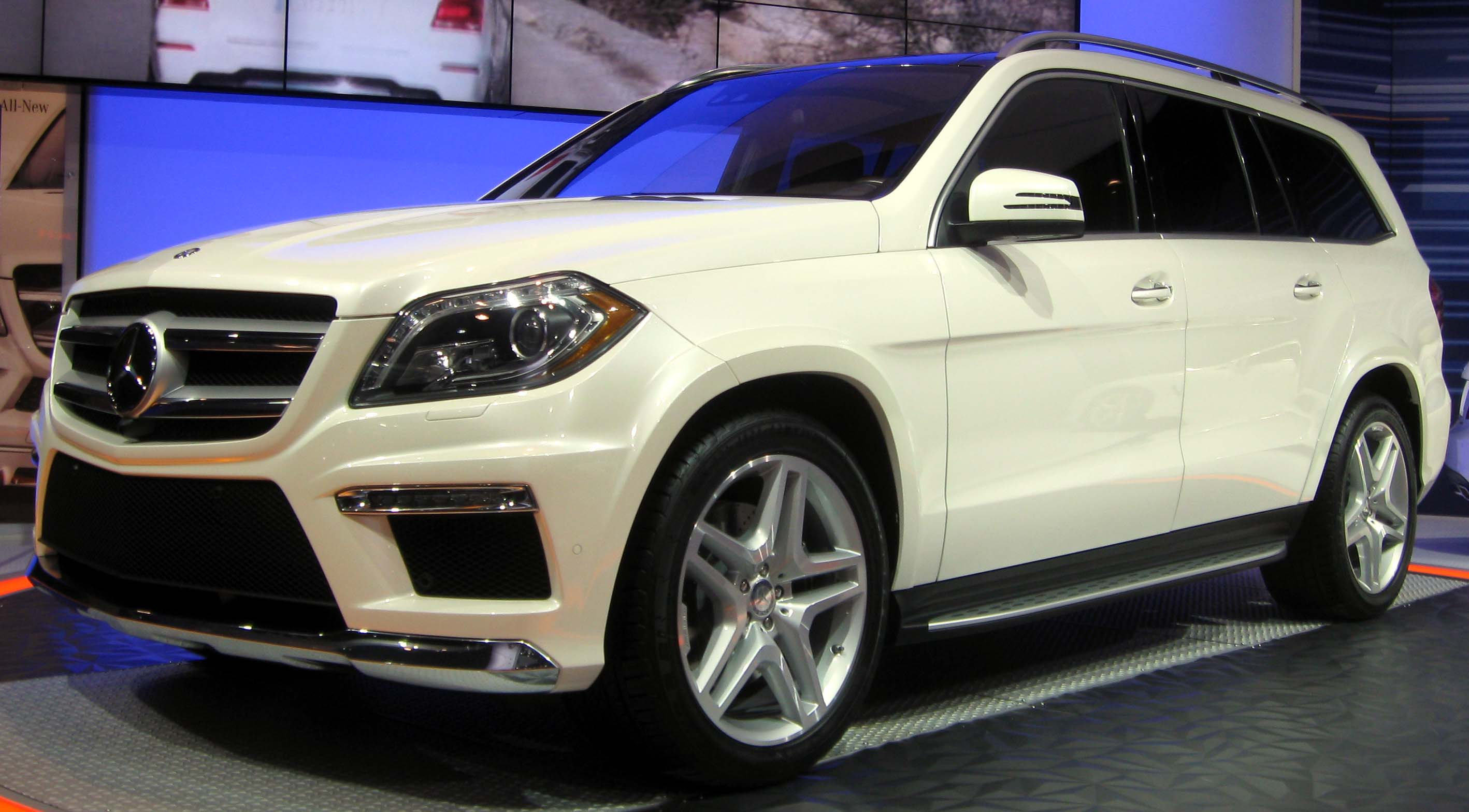
Mercedes-Benz X166.
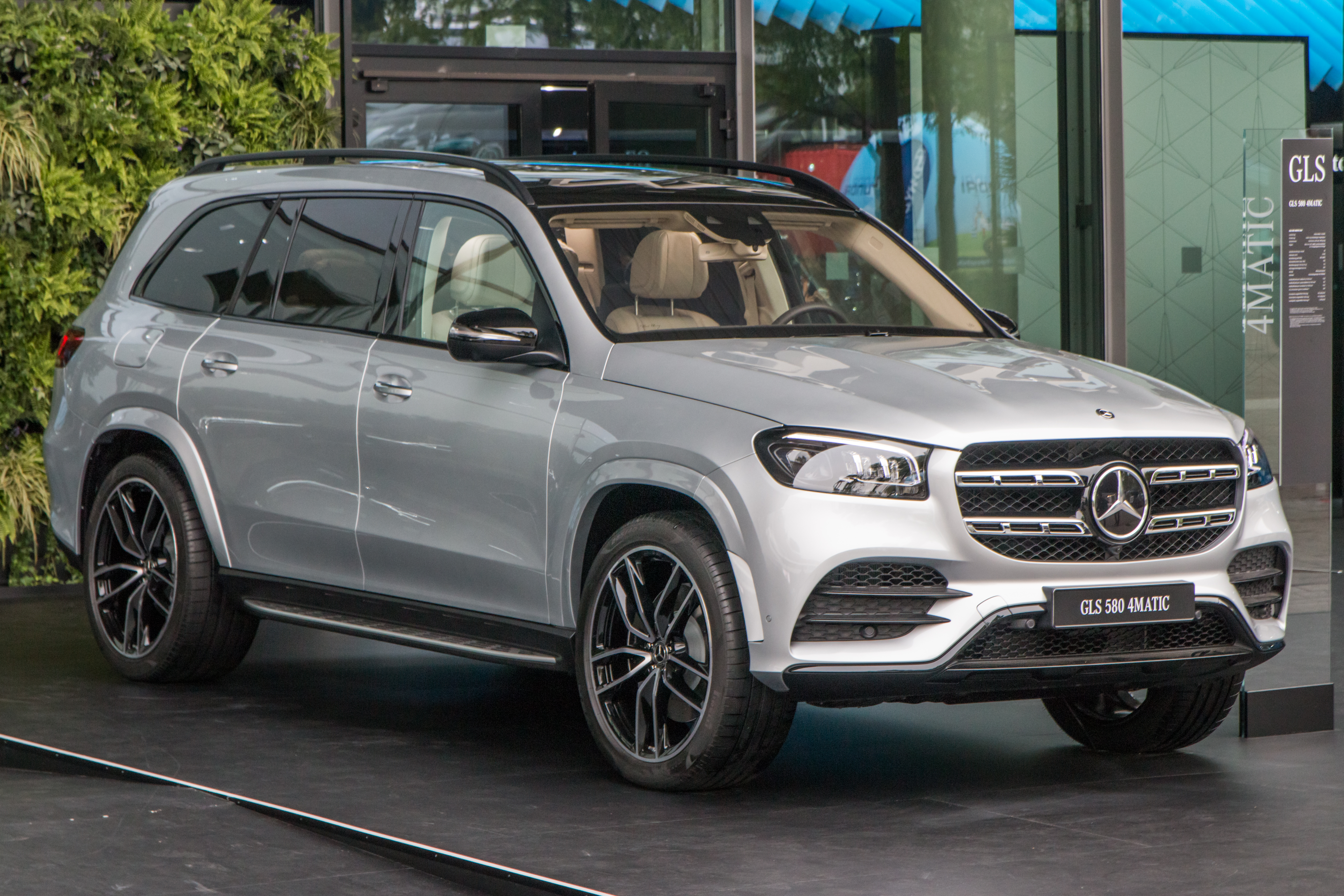
Mercedes-Benz X167.